# Esprit André Durant de Saint André
Esprit André Durant de Saint André (* 19. Mai 1777 in Paris; † 12. März 1860 ebenda) war ein französischer Diplomat und Generalkonsul. Als Gesandter der Häuser Arenberg und Leyen unterzeichnete er 1806 die Rheinbundakte. Als Generalkonsul vertrat er Frankreich in Venedig, Madrid, Washington, D.C., New York City und London.

## Leben

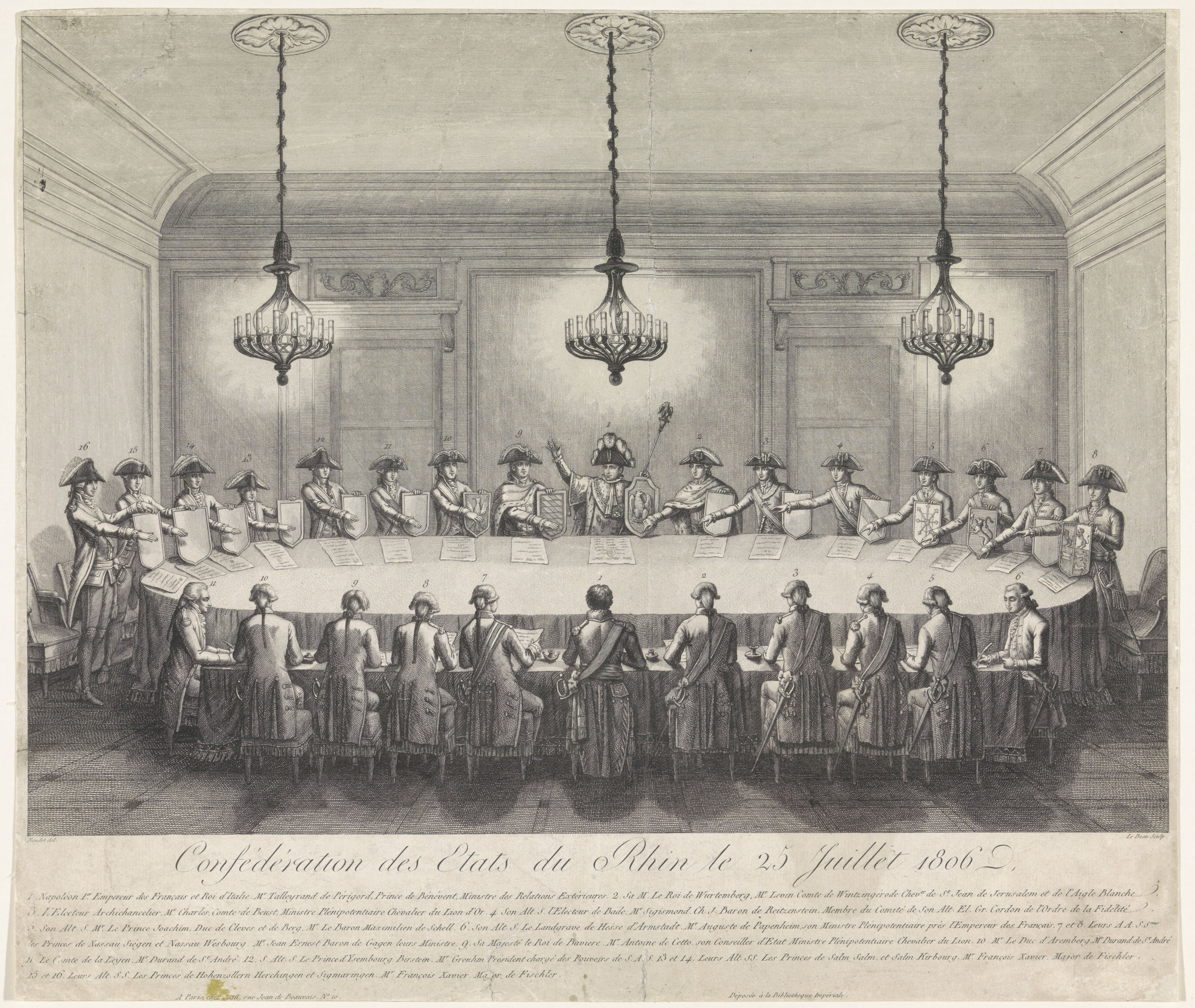
Symbolische Darstellung der von Durant vertretenen Fürsten (Nr. 10 und 11) auf einer französischen Illustration zur Gründung des Rheinbundes, 1806

Durant war ein Sohn des Marinelieferanten André-Anne Durant (1729–1796) und dessen Ehefrau Marie-Julie Chalaye (≈1741–1816). Wie sein älterer Bruder Joseph beschritt er eine Karriere im diplomatischen Dienst Frankreichs. Am 23. Januar 1797 trat er als Gehilfe in das französische Außenministerium ein und erlangte dort Mitte 1798 den Status eines Angestellten. Ab dem 4. Februar 1800 wirkte er als zweiter Gesandtschaftssekretär in Spanien, ehe er 1801 als Sekretär der französischen Botschaft in Neapel diente. Am 23. September 1802 wurde er stellvertretender Leiter („sous chef“) einer Abteilung des Außenministeriums in Paris. 1806 war er Abteilungsleiter und enger Mitarbeiter des französischen Außenministers Charles-Maurice de Talleyrand-Périgord beim Zustandekommen des Rheinbundes. Kurzerhand von Talleyrand zum Gesandten von Prosper Ludwig von Arenberg und von Philipp von der Leyen bestimmt, unterzeichnete Durant die Rheinbundakte, ein internationales Vertragswerk, durch das diese Fürsten die Souveränität im Rheinbund erlangten (→ Herzogtum Arenberg-Meppen, Fürstentum von der Leyen).
Am 26. Oktober 1809 heiratete Durant Alexandrine de La Croix (1792–1865). Das Paar hatte neun Kinder, fünf Söhne und vier Töchter.
1812 ging Durant als Legationssekretär nach Kopenhagen, Dänemark, im September 1814 als Generalkonsul nach Venedig, im Februar 1816 in gleicher Funktion nach Madrid. Es folgten Dienstposten als französischer Generalkonsul in Washington, D.C., in New York und in London, ehe er 1847 in den Ruhestand trat.
Am 17. August 1814 wurde Durant zum Ritter der Ehrenlegion dekoriert, am 1. Mai 1821 wurde er deren Offizier, am 14. Mai 1836 deren Kommandeur. Durch Adelspatent vom 25. Oktober 1847 ernannte ihn Louis-Philippe I. zum erblichen Baron. Per Dekret Napoleons III. vom 26. August 1859 wurde seinem Namen der Zusatz „de Saint André“ verliehen.